# Ad libitum
Pour l’article homonyme, voir Ad libitum (album).
Ne doit pas être confondu avec Ad nutum.
Ad libitum est une expression latine qui signifie littéralement « jusqu'à ce que (je) sois pleinement satisfait », ou mieux, « à volonté », autrement dit « à satiété ». Elle est composée de la préposition ad (« à ») et du substantif libitum issu de la forme verbale libitum est (« il (m') a  plu de… »), parfait de l'indicatif de libet (« il (me) plaît de… »), verbe impersonnel. Elle est souvent abrégée en « ad lib ». Elle est parfois utilisée comme un quasi-synonyme “atténué” de « à l'infini », « jusqu'à plus soif »… 

## Musique
L'expression est utilisée et portée sur les partitions, souvent sous sa forme abrégée ad lib. pour signifier à l'interprète :
- qu'il peut répéter à volonté un passage de l'œuvre, la plupart du temps à la fin de celle-ci. C'est un procédé courant dans la chanson où il achève les morceaux avec un decrescendo,
- qu'un passage d'une œuvre peut être joué avec une certaine liberté dans le tempo (d'une façon similaire au rubato) plutôt que d'une façon métronomique stricte[3],
- le caractère facultatif d'une voix ou d'un instrument[4].

## Culture
En habillement, l'expression Adlib désigne la mode néo-hippie apparue à Ibiza dans les années 1970, caractérisée par de longues robes en tissus imprimés aux couleurs vives et psychédéliques, par des tuniques et écharpes brodées.

## Biologie
En alimentation, l'expression désigne un mode d'alimentation libre, généralement jusqu'à satiété, sans limite, le poids de nourriture ingéré n'étant pas optimisé. Le poids ad libitum correspond au poids qu'un individu peut atteindre lorsqu'il se nourrit à volonté.